# Tamni broj
Tamnim brojem se u pravilu naziva omjer između statistički iskazanog i stvarnog broja počinjenih kaznenih djela. Pojam potječe iz kriminalističke statistike, danas se koristi i u drugim područjima.
U kriminalistici, tamna brojka obilježava nepoznati tj. neotkriveni kriminalitet - kriminalne događaje koji nisu prijavljeni i za koje se ne zna da su se dogodili.
Raspravlja se da li se tamna brojka stvarno može procjenjivati upravo zato što je nepoznata, "u tami". Visoke vrijednosti tamnih brojeva uvijek prate negativne konotacije. Procjene se često kreću između "5 i 20". 
Pored ostalog, bitno obilježje tamnog broja je upravo činjenica da ga nitko ne zna (ali naravno, svi vjeruju da znaju točnu procjenu).